# دوري جزر كوك لكرة القدم 1985
دوري جزر كوك لكرة القدم 1985 (بالإنجليزية: 1985 Cook Islands Round Cup)‏ هو موسم من دوري جزر كوك لكرة القدم. فاز فيه Puaikura F.C. ‏.